# Eukleidova grupa
Eukleidova grupa je v matematice množina všech posunutí, rotací a zrcadlení Eukleidova prostoru spolu s operací skládání. Je to tedy množina všech zobrazení, které zachovávají vzdálenosti, velikosti vektorů a úhly.
Pro n rozměrný Eukleidův prostor se obvykle značí {\displaystyle E(n)}

## Vlastnosti
Eukleidova grupa je polopřímý součin ortogonální grupy a komutativní grupy {\displaystyle \mathbb {R} ^{n}}. Je nekompaktní a má dvě komponenty souvislosti. Její dimenze je {\displaystyle (n^{2}+n)/2}, fundamentální grupa souvislé komponenty je {\displaystyle \mathbb {Z} } pro n=2 a {\displaystyle \mathbb {Z} _{2}} pro n>2.

## Využití
Eukleidova grupa je grupa symetrie Newtonovské klasické fyziky. Vyskytuje se také jako grupa symetrií některých diferenciálních operátorů, například gradient, rotace, divergence a Laplaceův operátor.